# Kanton Is-sur-Tille
Is-sur-Tille is een kanton van het Franse departement Côte-d'Or. Het kanton maakt deel uit van het arrondissement Dijon.

## Gemeenten
Het kanton Is-sur-Tille omvatte tot 2014 de volgende gemeenten:
- Avelanges
- Chaignay
- Courtivron
- Crécey-sur-Tille
- Diénay
- Échevannes
- Épagny
- Flacey
- Gemeaux
- Is-sur-Tille (hoofdplaats)
- Lux
- Marcilly-sur-Tille
- Marey-sur-Tille
- Marsannay-le-Bois
- Moloy
- Pichanges
- Poiseul-lès-Saulx
- Saulx-le-Duc
- Spoy
- Tarsul
- Til-Châtel
- Vernot
- Villecomte
- Villey-sur-Tille

Na de herindeling van de kantons bij decreet van 18 februari 2014, met uitwerking op 22 maart 2015, zijn dat de volgende 50 :
- Avelanges
- Avot
- Barjon
- Boussenois
- Busserotte-et-Montenaille
- Bussières
- Chaignay
- Chanceaux
- Chazeuil
- Courlon
- Courtivron
- Crécey-sur-Tille
- Cussey-les-Forges
- Diénay
- Échevannes
- Épagny
- Francheville
- Foncegrive
- Fraignot-et-Vesvrotte
- Frénois
- Gemeaux
- Grancey-le-Château-Neuvelle
- Is-sur-Tille
- Lamargelle
- Léry
- Lux
- Marcilly-sur-Tille
- Marey-sur-Tille
- Marsannay-le-Bois
- Le Meix
- Moloy
- Orville
- Pellerey
- Pichanges
- Poiseul-la-Grange
- Poiseul-lès-Saulx
- Poncey-sur-l'Ignon
- Sacquenay
- Salives
- Saulx-le-Duc
- Selongey
- Spoy
- Tarsul
- Til-Châtel
- Vaux-Saules
- Vernois-lès-Vesvres
- Vernot
- Véronnes
- Villecomte
- Villey-sur-Tille